# Sphenomorphus zimmeri
Sphenomorphus zimmeri là một loài thằn lằn trong họ Scincidae. Loài này được Ahl mô tả khoa học đầu tiên năm 1933.